# Artur Ilgner
Artur Ilgner (ur. 25 maja 1948 w Krakowie) – polski literat, scenarzysta, dramaturg, reżyser, prozaik i poeta.

## Życiorys
Dzieciństwo spędził w Warszawie. W drugiej klasie liceum zamieszkał w Rabce. Później wrócił do Warszawy, gdzie zdał maturę i rozpoczął studia inżynierskie w PST (Państwowej Szkole Technicznej). W 1971 roku ożenił się z Marią Bożeną Materą i ponownie zamieszkał w Rabce. Ma dwie córki: Kingę Ilgner (ur. 1975) oraz Katarzynę Ilgner (ur. 1985). Prowadził prywatny warsztat samochodowy, jednocześnie rozwijając swoje zainteresowania literackie, co później stało się fundamentem dla jego kariery artystycznej.
Jego aktywność literacka obejmuje pisanie opowiadań, wywiadów oraz publikacje w czasopismach, takich jak „Czas”, „Głos Polski”, „Miesięcznik Literacki”, „Tygodnik Kulturalny”, „Arcana” czy „Tygodnik Solidarność”. Ilgner jest również autorem tekstów piosenek, zarówno do własnych kompozycji muzycznych, jak i dla innych kompozytorów. Wydał ponad sześćdziesiąt tekstów piosenek.
Ważnym punktem w jego karierze było stworzenie „Kabaretu Artur II”, który został wielokrotnie wystawiany i wyróżniony na festiwalu kabaretowym Przegląd Kabaretów Paka. W 1995 roku kabaret zdobył tytuł Indywidualności Twórczej Roku na V Akademickim Forum Kultury w Krakowie.
Jako poeta Artur Ilgner stworzył wiersze i poematy (Człowiek mieszkający nad kuchnią, Byk, Pieśni Triesteńskie). Tomiki poezji zostały wydane pojedynczo i w zbiorze Portfolio poetyckie. Poezja Ilgnera zwróciła uwagę krytyków takich jak Tadeusz Nyczek, Michał Komar oraz Jarosław Ławski.
Od 2013 roku Ilgner jest felietonistą i publicystą dziennika „Rzeczpospolita”. W 2023 roku wydał powieść „Szlifierz krzywych luster”.

## Twórczość

### Autorskie scenariusze kabaretowe i parateatralne[3]
- Wyjście smoka
- Sprawna twarz matołka
- Bal biznesmena
- Rycho metafizyczny
- Sceny z życia młodych nosorożców
- Obrazy dla Evory
- Babskie Śpiewanie (1998)

Rolę głównego kompozytora i akompaniatora kabaretu pełnił Antoni Mleczko, natomiast Artur Ilgner jest autorem scenariuszy kabaretowych. Również skomponował kilkanaście utworów muzycznych.

### Dramaty[1]
- Ja, Hłasko – wystawiony w Teatrze Kamienica (aktorzy: Anna Seniuk, Waldemar Kownacki, Andrzej Blumenfeld, Kinga Ilgner, Maciej Wojdyła, Lidia Sadowa, Jacek Mikołajczyk, Jarosław Witaszczyk, Dagmara Bąk)
- Liszka – wystawiony w Teatrze Narodowym (reżyseria: Waldemar Śmigasiewicz, muzyka: Krzesimir Dębski, aktorzy: Sławomir Orzechowski, Marcin Bosak, Katia Paliwoda, Katarzyna Zielińska)
- Wieczór dwóch króli
- Pieśni tarniny
- Ziemskie & Betlejemskie
- Występ gościnny w Bolzano (adaptacja sceniczna powieści Sándora Máraiego)
- Komeda – Osiecka – Hłasko – Nuty&Litery (program muzyczno-poetycki)

### Wiersze i poematy[9][10]
- Człowiek mieszkający nad kuchnią (2008)
- Byk (2010)
- Pieśni Triesteńskie (2013)

### Proza[6]
Szlifierz krzywych luster (2023)

### Scenariusze niezrealizowane
- program satyryczny Ziemskie & Betlejemskie
- serial filmowy Druga strona medalu

## Nagrania telewizyjne spektakli[3]
- Sprawna twarz matołka w TV „Krater” (Kraków, 1993)
- Sceniczny parawan Artura I w TVP program II (1995) – nagranie wybranych scen z parateatralnych wystąpień Artura Ilgnera
- Obrazy dla Evory w TVP program II (1996)
- Babskie śpiewanie w TVP program II (Mrągowo, 1998) – spektakl muzyczny